# Municipio Cárdenas (Tabasco)
Koordinaten: 18° 0′ N, 93° 24′ W
Cárdenas ist ein Municipio im mexikanischen Bundesstaat Tabasco. Das Gemeindegebiet erstreckt sich über eine Fläche von 2055,6 km², beim Zensus 2010 wurden 248.481 Einwohner im Municipio gezählt. Verwaltungssitz ist das gleichnamige Cárdenas. Das Municipios sowie sein Hauptort sind nach dem Gründer des Hauptortes, José Eduardo de Cárdenas y Romero, benannt.

## Geografie
Das Municipio Cárdenas liegt im Westen des Bundesstaates auf Höhen unter 100 m in der Subregión de Chontalpa der Región del Río Grijalva. Es zählt zur Gänze zur physiographischen Provinz der südlichen Küstenebene des Golfes von Mexiko. Gut 93 % des Municipios liegen im Becken des Río Tonalá, der Rest im Becken der Lagunen von Carmen und Machona. Im Gemeindegebiet überwiegen Alluvionen, vorherrschende Bodentypen sind Vertisol (53 %) und Gleye (23 %). Etwa 43 % des Municipios werden als Weideland genutzt, etwa ein Viertel als Ackerland verwendet.
Das Municipio Cárdenas grenzt an die Municipios Paraíso, Comalcalco, Cunduacán und Huimanguillo sowie durch Flussgrenzen an die mexikanischen Bundesstaaten Chiapas und Veracruz sowie an den Golf von Mexiko.

## Bevölkerung
Beim Zensus 2010 wurden im Municipio 248.481 Menschen in 59.591 Wohneinheiten gezählt, womit es das Municipio mit der zweitgrößten Bevölkerung des Bundesstaates ist. 1021 Personen wurden als Sprecher einer indigenen Sprache registriert, darunter 201 Sprecher des Nahuatl und 143 Sprecher des Zapotekischen. Knapp 7,4 % der Bevölkerung waren Analphabeten. 84.545 Bewohner Cárdenas’ wurden als Erwerbspersonen registriert, wovon etwa 77 % Männer bzw. 4,7 % arbeitslos waren. Etwas über zwanzig Prozent der Bevölkerung lebten in extremer Armut.

## Orte
Das Municipio Cárdenas umfasst 172 bewohnte localidades, von denen 21 vom INEGI als urban klassifiziert sind. Vier Orte wiesen beim Zensus 2010 eine Einwohnerzahl von über 5000 auf, weitere 40 Orte hatten zumindest 1000 Einwohner. Die größten Orte sind:
| Ort                                            | Einwohner |
| Heroica Cárdenas                               | 91.558    |
| Coronel Andrés Sánchez Magallanes              | 06.913    |
| Santa Rosalía (Miguel Hidalgo 2da. Sección)    | 05.528    |
| Poblado C-28 Coronel Gregorio Méndez Magaña    | 05.492    |
| Benito Juárez (Campo Magallanes)               | 04.581    |
| Poblado C-09 Licenciado Francisco I. Madero    | 04.257    |
| Poblado C-16 General Emiliano Zapata           | 04.233    |
| Melchor Ocampo                                 | 03.821    |
| Poblado C-10 General Lázaro Cárdenas del Río   | 03.447    |
| Arroyo Hondo 1ra. Sección (Santa Teresa A)     | 03.343    |
| Poblado C-22 Licenciado José María Pino Suárez | 03.286    |
| Poblado C-29 General Vicente Guerrero          | 03.057    |
| Poblado C-20 Miguel Hidalgo y Costilla         | 03.001    |
| Azucena 2da. Sección                           | 02.907    |
| Poblado C-15 Adolfo López Mateos               | 02.877    |
| Poblado C-33 20 de Noviembre                   | 02.779    |
| Poblado C-17 Independencia                     | 02.708    |
| Ingenio Presidente Benito Juárez               | 02.599    |
| Poblado C-23 General Venustiano Carranza       | 02.579    |
| Poblado C-11 José María Morelos y Pavón        | 02.547    |
| Poblado C-27 Ingeniero Eduardo Chávez Ramírez  | 02.507    |
| Poblado C-21 Licenciado Benito Juárez García   | 02.294    |
| Santana 1ra. Sección A                         | 02.294    |
| Poblado C-14 General Plutarco Elías Calles     | 02.279    |
| Ignacio Gutiérrez Gómez (San Felipe)           | 02.184    |